# Municipio Roma VIII
Il Municipio Roma VIII (fino al 2001 Circoscrizione XI e fino al 2013 Municipio XI) è l'ottava suddivisione amministrativa di Roma Capitale. È stato istituito dall'Assemblea Capitolina, con la delibera n.11 dell'11 marzo 2013.

## Geografia fisica
Il territorio del municipio si estende dal confine di piazzale Ostiense, segnato dalle mura aureliane, fino ad inglobare parte dell'aeroporto di Ciampino, mentre da ovest a est è delimitato da viale Guglielmo Marconi e da gran parte del parco della Caffarella.

## Biblioteche
- BiblioCaffè letterario, su via Ostiense

## Geografia antropica

### Suddivisioni storiche
Nel territorio del Municipio insistono i seguenti comprensori toponomastici di Roma Capitale:
Quartieri
- Q. IX Appio-Latino (parte), Q. X Ostiense (parte), Q. XX Ardeatino (parte) e Q. XXVI Appio-Pignatelli (parte)

Zone
- Z. XX Aeroporto di Ciampino (parte), Z. XXI Torricola, Z. XXII Cecchignola (parte) e Z. XXIII Castel di Leva (parte)

### Suddivisioni amministrative
La suddivisione urbanistica del territorio comprende le nove zone urbanistiche dell'ex Municipio Roma XI e la sua popolazione è così distribuita:
| Municipio Roma VIII   | Municipio Roma VIII | Municipio Roma VIII |
| Denominazione         | Superficie          | Abitanti            |
| --------------------- | ------------------- | ------------------- |
| 11A Ostiense          | 1,07 km²            | 7 673               |
| 11B Valco San Paolo   | 1,57 km²            | 7 488               |
| 11C Garbatella        | 3,05 km²            | 43 601              |
| 11D Navigatori        | 0,73 km²            | 5 124               |
| 11E Tor Marancia      | 4,75 km²            | 33 026              |
| 11F Tre Fontane       | 1,95 km²            | 11 836              |
| 11G Grottaperfetta    | 2,96 km²            | 15 636              |
| 11X Appia Antica Nord | 20,38 km²           | 2 641               |
| 11Y Appia Antica Sud  | 10,68 km²           | 755                 |
| Non localizzati       | –                   | 2 309               |
| Totale                | 47,15 km²           | 130 089             |

## Infrastrutture e trasporti
|  | È raggiungibile dalla stazione Basilica San Paolo. |

|  | È raggiungibile dalla stazione di Roma Ostiense. |

|  | È raggiungibile dalla stazione di Roma Ostiense. |

|  | È raggiungibile dalla stazione di Roma Ostiense. |

## Amministrazione
| Periodo        | Periodo        | Primo cittadino        | Partito                    | Carica      | Note                                |
| -------------- | -------------- | ---------------------- | -------------------------- | ----------- | ----------------------------------- |
| 2001           | 2006           | Massimiliano Smeriglio | Rifondazione Comunista     | Presidente  | Come Municipio XI                   |
| 2006           | 19 giugno 2016 | Andrea Catarci         | Sinistra Ecologia Libertà  | Presidente  | Come XI Municipio fino al 11-3-2013 |
| 20 giugno 2016 | 10 aprile 2017 | Paolo Pace             | Movimento 5 Stelle         | Presidente  | Dimissionario                       |
| 11 aprile 2017 | 9 giugno 2018  | Virginia Raggi         | Movimento 5 Stelle         | Commissaria | [ 9 ]                               |
| 10 giugno 2018 | in carica      | Amedeo Ciaccheri       | Sinistra Civica Ecologista | Presidente  |                                     |